# Рафаель Кастельїн
Рафаель Кастельїн (ісп. Rafael Castellín, нар. 2 вересня 1975, Матурін) — венесуельський футболіст, що грав на позиції нападника, зокрема за «Каракас» та національну збірну Венесуели.

## Клубна кар'єра
У дорослому футболі дебютував 1994 року виступами за команду «Монагас», в якій провів два сезони. 
Протягом 1996 року захищав кольори клубу «Мінервен Болівар».
Своєю грою за останню команду привернув увагу представників тренерського штабу клубу «Каракас», до складу якого приєднався 1996 року. Відіграв за команду з Каракаса наступні три сезони своєї ігрової кар'єри.
Згодом з 1999 по 2006 рік грав у складі команд «Депортіво Італчакао», «Монагас», «Каракас» та «Маракайбо».
2006 року знову повернувся до «Каракаса». Цього разу провів у складі його команди чотири сезони.  Більшість часу, проведеного у складі «Каракас», був основним гравцем атакувальної ланки команди і одним із її головних бомбардирів, маючи середню результативність на рівні 0,44 гола за гру першості.
Протягом 2010—2011 років захищав кольори клубу «Реал Есппор».
Завершив ігрову кар'єру у команді «Депортіво Лара», за яку виступав протягом 2011—2013 років.

## Виступи за збірну
1996 року дебютував в офіційних матчах у складі національної збірної Венесуели.
У складі збірної був учасником розіграшу Кубка Америки 1997 року у Болівії.
Загалом протягом кар'єри в національній команді, яка тривала 10 років, провів у її формі 22 матчі, забивши 5 голів.